# Yousria Magdy Elberhamy
Yousria Magdy Elberhamy, née le 9 novembre 1977, est une lutteuse égyptienne. 

## Carrière
Yousria Magdy Elberhamy concourt d'abord dans la catégorie des moins de 62 kg ; elle est médaillée d'argent aux championnats d'Afrique 1998 au Caire et médaillée de bronze aux Jeux africains de 1999 à Johannesbourg. Elle évolue ensuite dans la catégorie des moins de 68 kg, remportant la médaille d'argent aux championnats d'Afrique 2000 à Tunis et aux Jeux méditerranéens de 2001 à Tunis.
Dans la catégorie des moins de 67 kg, elle obtient la médaille d'or aux championnats d'Afrique 2002 et 2003 au Caire et la médaille d'argent aux Jeux africains de 2003 à Abuja.